# Truncatella rustica
Truncatella rustica is een slakkensoort uit de familie van de Truncatellidae. De wetenschappelijke naam van de soort is voor het eerst geldig gepubliceerd in 1865 door Mousson.